# Nesselbach (Lenne)
Der Nesselbach ist ein 7,4 km langer, orografisch rechter Nebenfluss der Lenne im nordrhein-westfälischen Hochsauerlandkreis, Deutschland.

## Geographie

### Verlauf
Der Nesselbach entspringt im Rothaargebirge etwa 650 m nördlich der Ortsmitte des Winterberger Ortsteils Altastenberg. Seine Quelle liegt direkt oberhalb einer Kurve der von Altastenberg zum Schmallenberger Ortsteil Nordenau führenden Kreisstraße 18 auf einer Höhe von 723 m ü. NHN.
Anfangs fließt der gänzlich im Naturpark Sauerland-Rothaargebirge verlaufende Bach in südwestliche Richtung. Mit der Mündung des vom Schmallenberger Ortsteil Nesselbach kommenden Schauerten Siepen wendet sich der Lauf nach Süden. Dabei erreicht der Bach Nordenau; ab dort wendet er sich allmählich wieder nach Südwesten.
Nach Aufnahme des von Lengenbeck heran fließenden Lengenbeck mündet der Nesselbach auf 459 m Höhe rechtsseitig in den dort von Ostsüdosten kommenden Ruhr-Zufluss Lenne; etwa 300 m flussabwärts liegt im Südwesten Inderlenne.
Der Nesselbach durchläuft auf 7,4 km Flussstrecke einen Höhenunterschied von 264 m, was einem mittleren Sohlgefälle von 35,7 ‰ entspricht. Der Bach entwässert ein 10,729 km² großes Einzugsgebiet über Lenne, Ruhr und Rhein zur Nordsee.

### Nebenflüsse
Zu den Zuflüssen des Nesselbachs gehören (bachabwärts betrachtet):
| Name              | Seite  | Stat. (km) | Länge (km) | EZG (km²) | Mündungshöhe (m über NHN) | GKZ       |
| ----------------- | ------ | ---------- | ---------- | --------- | ------------------------- | --------- |
| Kuhlmanns Siepen  | rechts | 5,5        | 1,6        | 0,900     | 597                       | 276612-12 |
| Schauerten Siepen | rechts | 4,6        | 0,8        | 0,600     | 573                       | 276612-14 |
| Basemicke         | links  | 3,9        | 1,3        | 0,709     | 555                       | 276612-2  |
| Lengenbeck        | rechts | 1,0        | 2,9        | 2,402     | 475                       | 276612-4  |

## Umwelt
Der Nesselbach zählt zu den grobmaterialreichen, silikatischen Mittelgebirgsbächen.